# Alt del Griu
L'Alt del Griu est un sommet d'Andorre culminant à 2 874 mètres d'altitude dans la paroisse d'Encamp.

## Toponymie
D'après Joan Coromines, le terme Alt est utilisé dans la toponymie andorrane pour désigner les sommets élevés et de forme pointue par opposition à ceux de forme arrondie que l'on désigne par Bony ou Tossa,.
Griu signifie griffon en catalan (et provient du latin gryphus), ce qui serait en lien avec la forme du pic évoquant celle d'un rapace,,.

## Géographie

### Topographie
L'Alt del Griu est situé à proximité du cirque des Pessons et surplombe les Estanys d'Ensagents au sud-ouest et les Estanys del Meligar au nord-est. Sa hauteur de culminance est de 359 m.

### Géologie
L'Alt del Griu, comme l'ensemble de la principauté d'Andorre, est situé sur la chaîne axiale primaire des Pyrénées. Comme tout le Sud-Est andorran, il se trouve sur le batholite de Mont-Louis-Andorre, une vaste structure de roches plutoniques, dont la granodiorite est le constituant essentiel, couvrant une surface de plus de 600 km2 et s'étendant jusqu'en Espagne,. 
Les méthodes de datation, en particulier la datation par l'uranium-plomb dans les skarns adjacents au batholite, avancent une formation des roches constitutives il y a environ 300 à 305 millions d'années (à la fin du Carbonifère),. La formation de ces roches est donc contemporaine de celle des autres plutons pyrénéens et s'inscrit dans le cadre des phénomènes plutoniques et volcaniques qui se sont déroulés lors de la phase tardi-hercynienne de l'orogenèse varisque,.
| \| Alt del Griu \| | - Zone axiale des Pyrénées. |
| L'alt del Griu sur la carte géologique de l'Andorre. Le batholite mentionné apparaît en rouge dans le Sud-Est du pays. | Carte géologique de la zone axiale des Pyrénées. Le batholite Mont-Louis Andorre apparaît en rouge au sud de l'ensemble Aston-Hospitalet. |
| Alt del Griu | |

### Climat
| Mois                              | jan. | fév. | mars | avril | mai   | juin  | jui. | août  | sep. | oct.  | nov. | déc. | année   |
| --------------------------------- | ---- | ---- | ---- | ----- | ----- | ----- | ---- | ----- | ---- | ----- | ---- | ---- | ------- |
| Température minimale moyenne (°C) | −5,8 | −6,7 | −5,3 | −4    | −0,7  | 2,7   | 5,2  | 5,1   | 3    | 0,7   | −2,7 | −4,7 | −1      |
| Température moyenne (°C)          | −3,6 | −3,9 | −2,2 | −1,6  | 2,8   | 6,9   | 10,4 | 10,1  | 7,1  | 3,6   | −0,6 | −2,4 | 2,1     |
| Température maximale moyenne (°C) | −1,3 | −1,1 | 1    | 1,2   | 5,2   | 11,4  | 14,3 | 14,2  | 11   | 6,7   | 2    | 2    | 5,2     |
| Précipitations (mm)               | 81,2 | 41,3 | 57   | 103,8 | 132,8 | 125,9 | 96,4 | 108,6 | 109  | 111,4 | 127  | 98,1 | 1 192,5 |

## Voies d'accès

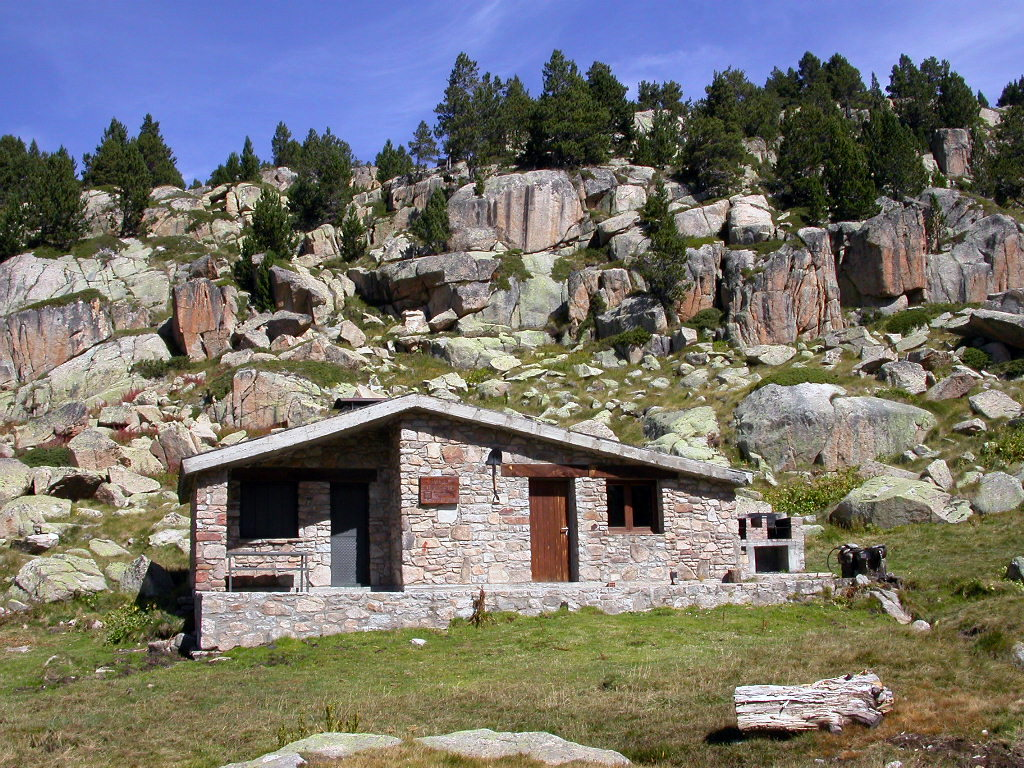
Le refuge d'Ensagents.

L'Alt del Griu est accessible depuis les Cortals d'Encamp. L'ascension est longue d'environ 6 km pour un dénivelé positif de 985 m et peut être effectuée en un peu moins de quatre heures. Le sommet du pic offre un panorama à 360° notamment sur les estanys d'Ensagents. Le refuge d'Ensagents, d'une capacité d'accueil de 10 personnes; se trouve à proximité du pic,.